# Ardıçlı, Pasinler
Ardıçlı là một xã thuộc huyện Pasinler, tỉnh Erzurum, Thổ Nhĩ Kỳ. Dân số thời điểm năm 2011 là 785 người.